# Еврейската държава
„Еврейската държава. Предложение за модерно решение на Еврейския въпрос“ (на немски: Der Judenstaat. Versuch einer modernen Lösung der Judenfrage) е памфлет, публикуван през 1896 година от австро-унгарския еврейски общественик Теодор Херцел.
„Еврейската държава“ е смятана за един от основополагащите текстове на ционизма. В книгата Херцел излага идеята за създаване на независима еврейска държава като средство за решаване на проблемите с антисемитизма в Европа.